# Министарство за бригу о породици и демографију Републике Србије
Министарство за бригу о породици и демографију је једно од најмлађих министарстава у Србији. Основано је 2020. године.
Од 2. маја 2024. функцију министра за бригу о породици и демографију обавља Милица Ђурђевић Стаменковски.
Министарство за бригу о породици и демографију обавља послове државне управе који се односе на: систем породичноправне заштите; брак; популациону политику; планирање породице, породицу и децу; унапређење и развој демографске политике, политике наталитета, квалитета живота и продужетка живота, репродуктивног здравља и унутрашњих миграција; израду националних докумената и припрему и спровођење кампања везаних за демографску политику, као и друге послове одређене законом.